# Бушманов, Евгений Александрович
Евге́ний Алекса́ндрович Бушма́нов (род. 2 ноября 1971, Тюмень) — советский и российский футболист, защитник, тренер.

## Карьера

### Клубная
Воспитанник СДЮСШОР ярославского «Шинника» («Ярославец»), тренер А. М. Кирюхин. С раннего возраста выступал на позиции центрального (последнего) защитника. В четырнадцатилетнем возрасте начал выступать за юношескую сборную РСФСР. Первой игрой за взрослую команду «Шинника» стал домашний матч в первой лиге 16 апреля 1988 года против клуба «Заря» Ворошиловград — 2:1.
В 1989 году в отборочном матче юношеского чемпионата Европы в Норвегии получил травму (разрыв связок), которую чуть позже усугубил матчами за дубль «Спартака». В итоге, сезон-1990 пропустил почти полностью из-за лечения.
В 1991 году начал проходить в основу «Спартака», но в конце года получил травму — перелом стопы. После лечения был вынужден покинуть команду. Однако его пригласил в команду ЦСКА Павел Садырин, где Бушманов стал сразу же игроком основного состава.
В 1996 выступал на чемпионате Европы в матче против сборной Италии. В перерыве игры был заменён, поскольку выяснилось, что в столкновении с Дель Пьеро получил травму.
Участвовал в четырёх розыгрышах Лиги чемпионов (1992/1993 — в составе ЦСКА; 1998/1999, 1999/2000, 2000/2001 — в составе «Спартака»). Играл позже в «Торпедо». Завершил игровую карьеру в самарском клубе «Крылья Советов» в 2003 году.

### В сборной
Сыграл один матч за олимпийскую сборную СССР. За сборную России провёл 7 матчей.

### Тренерская
- 1 июля — ноябрь 2004: старший тренер дублирующего состава клуба «Шинник» (Ярославль).
- 15 декабря 2004 года — ноябрь 2007 года: старший тренер дублирующего состава клуба «Сатурн».[2]
- С 13 февраля 2008 года: тренер основного состава «Локомотива» (Москва)[3].
- С 23 декабря 2009 года: ассистент главного тренера клуба «Химки». С лета 2010 года работал главным тренером «Химок»; покинул клуб после окончания сезона[4].
- В 2013 году, по 31 мая — главный тренер «Строгино».
- С лета 2013 по январь 2017 — главный тренер «Спартака-2»[5].
- Главный тренер сборной ФНЛ на товарищеский матч с молодёжной сборной Кипра 29 ноября 2016 года[6].
- 19 января 2017 был назначен главным тренером молодёжной сборной России[7]. Покинул пост 23 октября 2018 года после невыхода сборной на чемпионат Европы[8].
- 11 марта 2021 года вернулся в «Спартак-2», который уже возглавлял с 2013 по 2017 года[9]. По окончании сезона-2021/22 команда была расформирована[10].
- 2 июля 2023 года возглавил «Велес» из Второй лиги[11]. 4 октября 2023 года тренерский штаб во главе с Бушмановым покинул клуб[12].
- 15 августа 2024 года стал главным тренером Академии «Родины» в ЮФЛ-1[13]. 11 января 2025 года возглавил «Родину-М»[14].

## Статистика в качестве главного тренера
| Клуб               | Начало работы   | Окончание работы | Результаты | Результаты | Результаты | Результаты | Результаты | Результаты | Результаты | Результаты |
| Клуб               | Начало работы   | Окончание работы | И          | В          | Н          | П          | МЗ         | МП         | РМ         | % побед    |
| ------------------ | --------------- | ---------------- | ---------- | ---------- | ---------- | ---------- | ---------- | ---------- | ---------- | ---------- |
| Шинник-дубль       | 1 июля 2004     | 11 ноября 2004   | 17         | 7          | 5          | 5          | 30         | 27         | +3         | 041,18     |
| Сатурн-дубль       | 15 декабря 2004 | 10 ноября 2007   | 90         | 32         | 22         | 36         | 123        | 120        | +3         | 035,56     |
| Химки              | 28 июля 2010    | 30 ноября 2010   | 19         | 4          | 10         | 5          | 19         | 23         | −4         | 021,05     |
| Спартак-2 (Москва) | 29 мая 2013     | 18 января 2017   | 122        | 62         | 25         | 35         | 212        | 143        | +69        | 050,82     |
| Россия (мол.)      | 19 января 2017  | 23 октября 2018  | 17         | 11         | 2          | 4          | 49         | 21         | +28        | 064,71     |
| Спартак-2 (Москва) | 11 марта 2021   | 22 мая 2022      | 51         | 22         | 6          | 23         | 71         | 92         | −21        | 043,14     |
| Велес              | 2 июля 2023     | 4 октября 2023   | 14         | 4          | 4          | 6          | 15         | 21         | −6         | 028,57     |
| Родина-М           | 11 января 2025  | н. в.            | 0          | 0          | 0          | 0          | 0          | 0          | +0         | —          |
| Всего              | Всего           | Всего            | 330        | 142        | 74         | 114        | 519        | 447        | +72        | 043,03     |

## Достижения

### Командные
Спартак
- Чемпион России (3): 1998, 1999, 2000
- Серебряный призёр чемпионата СССР: 1991

ЦСКА
- Финалист Кубка России (2): 1992/93, 1993/94

СССР
- Чемпион Европы (U-18): 1990
- Бронзовый призёр чемпионата мира по футболу среди молодёжных команд: 1991

### Тренерские
Спартак-2
- Победитель Первенства ПФЛ: 2014/15 (зона «Запад»)

### Личные
- В списках 33 лучших футболистов чемпионата России (4): № 2 (1995—1998).

Как признавался Бушманов, один из самых красивых и важных мячей в карьере он забил случайно. 4 ноября 1992 года в матче Лиги чемпионов против «Барселоны» на «Камп Ноу» он получил пас от Ильшата Файзуллина и вышел с правого фланга один на один. Бил в дальний угол, но мяч срезался с ноги и попал в ближний с отскоком от перекладины.

## Личная жизнь
Первая жена Бушманова, Лора, ушла к одноклубнику Владиславу Радимову. Позже замуж за Бушманова вышла жена другого одноклубника — Дмитрия Ульянова. Конфликты между этими игроками доходили до драк. Трое детей — два сына и средняя дочь.